# Eagle Creek n.º 376
Eagle Creek n.º 376 es un municipio rural canadiense situado en la provincia de Saskatchewan.

## Superficie
Eagle Creek n.º 376 tiene una superficie de 822,29 km².

## Demografía
En 2021, tenía 643 habitantes, una densidad poblacional de 0,8 hab./km², y 216 viviendas.